# Tratado de Tarascon
Tratado de Tarascon foi um acordo entre o Papa Nicolau IV, Filipe IV da França, Carlos II de Nápoles e Afonso III de Aragão que pretendia pôr fim à Cruzada Aragonesa, um episódio da Guerra das Vésperas da Sicília. O tratado foi assinado em Tarascon, a meio caminho entre Avignon papal e Arles, em 19 de fevereiro de 1291, seis anos depois que o irmão de Filipe, Carlos de Valois, tentou conquistar Aragão do pai de Afonso, Pedro III de Aragão, em um evento chamado de Cruzada Aragonesa porque foi sancionada pelo antecessor de Nicolau, o Papa Martinho IV . A intenção dos signatários ao pôr fim às hostilidades era impedir o domínio aragonês na Sicília, então governada pelo irmão de Afonso, Jaime II. Quando Afonso morreu, pouco mais de um mês após a assinatura do tratado, as cláusulas foram declaradas nulas e sem efeito, e o tratado não significava nada. Jaime, que não tinha sido signatário, agora unia em sua pessoa as coroas de Aragão e da Sicília e não estava disposto a se separar de nenhuma delas. Foi substituído pelo Tratado de Anagni de 1295, mediado por um papa mais forte que Nicolau, Bonifácio VIII, que encerrou a luta em termos que deixaram os senhores aragoneses da Sicília.